# Sebastes melanops
Espèce
Sebastes melanops est une espèce de poissons de la famille des Scorpaenidae.

## Liens externes

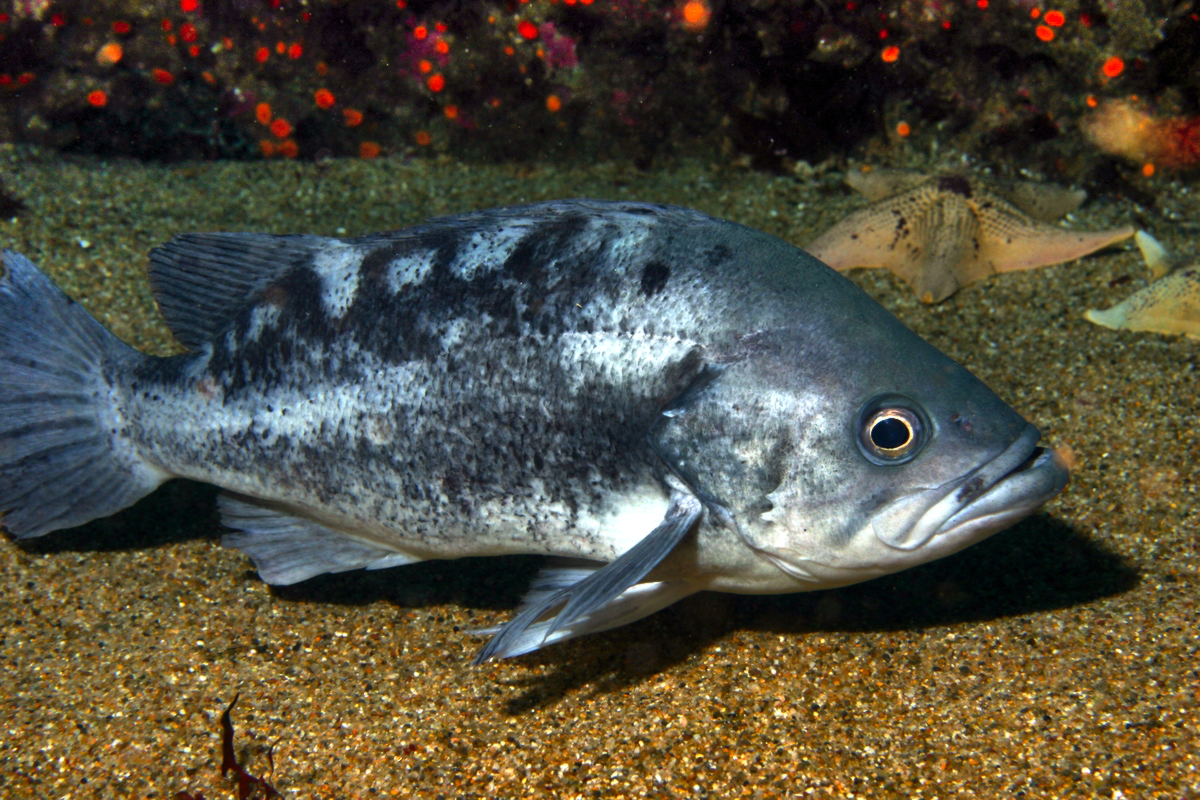
Sebastes melanops ou « Black Rockfish » en anglais